# Iomachus malabarensis
Espèce
Synonymes
- Iomachus laeviceps malabarensis Pocock, 1900

Iomachus malabarensis est une espèce de scorpions de la famille des Hormuridae.

## Distribution
Cette espèce est endémique du Karnataka en Inde. Elle se rencontre vers Mangalore.

## Systématique et taxinomie
Cette espèce a été décrite sous le protonyme Iomachus laeviceps malabarensis par Pocock en 1900. Elle est élevée au rang d'espèce par Monod et Prendini en 2015.

## Étymologie
Son nom d'espèce, composé de malabar et du suffixe latin -ensis, « qui vit dans, qui habite », lui a été donné en référence au lieu de sa découverte, la côte de Malabar.

## Publication originale
- Pocock, 1900 : Arachnida. The fauna of British India, including Ceylon and Burma, London, p. 1-279 (texte intégral).